# Северозападен полуостров
Северозападния полуостров или Вестфирдир (на исландски: Vestfirðir) е най-големият полуостров на Исландия, разположен в северозападната ѝ част. Ограничен е между заливите Брейдафиорд на юг, Хунафлоуи на изток и Датския проток на северозапад. Дължина над 130 km. Свързва се останалата част на остров Исландия чрез провлак широк 10 km между Гилсфиорд на запад и Битрюфиорд на изток. Състои се от три обособени полуострова (Северен, Среден и Югозападен), разделени чрез два дълги и тесни фиорда – Исафиорд и Аднарфиорд. От своя страна бреговете на всеки един от трите по-малки полуострова са високи и стръмни и още по-силно разчленени от заливи и фиорди. Северният полуостров – Стеймгримсфиорд, Рейкярфиорд, Оувейсфиорд, Рейкафиорд, Ходънвик, Адалвик, Ньокюлфиорд и др.; Средният полуостров – Енюндарфиорд, Дирафиорд и др.; Югозападният полуостров – Таулкнафиорд, Патрексфиорд, Ватънсфиорд, Кедлингарфиорд, Скаулмарфиорд, Торскафиорд, Берюфиорд, Крауксфиорд и др. В релефа на полуострова преобладават базалтови плата и ниски планини с кари, трогови долини, моренни валове, снежници и ледената шапка Драунгайокудъл (площ около 200 km²), разположена на Северния полуостров. Максимална височина 998 m (на Северния полуостров), 957 m (на Средния) и 674 m (на Югозападния). По полуострова текат къси, но пълноводни и бурни реки, като най-големи са Стадарау и Селау. Покрит е с оскадна тундрова растителност. По тесните крайбрежни низини са разположени  няколко десетки малки рибарски селища.